# یادداشت‌هایی بر یک خبر
یادداشت‌هایی بر یک خبر (ایتالیایی: Appunti su un fatto di cronaca) یک فیلم مستند محصول ۱۹۵۱ به کارگردانی لوکینو ویسکونتی است. این فیلم کوتاه سیاه و سفید به حادثه‌ای غم‌انگیز در رم ایتالیا می‌پردازد.

## بازیگران
- واسکو پراتولینی: راوی (صدا)

## موضوع
یک دختر ۱۲ ساله به نام آنارلا براچی در یکی از مناطق شهر رم مورد تجاوز قرار گرفته و کشته می‌شود.